# About Us (Brooke Hogan)
About Us è il primo singolo della cantante statunitense Brooke Hogan pubblicato dall'album Undiscovered, col quale ha fatto il suo debutto nel mondo della musica. È finora il suo singolo di maggior successo ed è accompagnato da un video musicale.

## Classifiche
| Classifica (2004)                  | Posizione massima |
| ---------------------------------- | ----------------- |
| U.S. Billboard Hot 100             | 33                |
| U.S. Billboard Pop 100             | 34                |
| U.S. Billboard Hot Dance Club Play | 35                |